# Ray of Hope (adoptiedienst)
Ray of Hope was een Vlaamse interlandelijke pluralistische adoptiedienst. Het was een vzw die is opgericht in 1994. De bemiddelingsorganisatie was erkend wordt door de Vlaamse Centrale Autoriteit.
Het Vlaams Centrum voor Adoptie (VCA) koos begin 2024 definitief voor een andere invulling van interlandelijke adoptie. Met dat beleid kon Ray of Hope zich niet vereenzelvigen. Het dwingde hen in een richting die niet beantwoorde aan hun professionele, kwalitatieve en ethische standaarden. Ze hadden, vooral achter de schermen, geprobeerd nuance aan te brengen en alternatieven aan te reiken. Dat was niet gelukt. Bovendien maakte het VCA ook zeer duidelijk gemaakt dat Ray of Hope niet langer als een partner in het Vlaams adoptiebeleid werd gezien. 
Alle lopende dossiers van Ray of Hope werden, zoals reglementair voorgeschreven, overgedragen aan het VCA). 
De activiteiten van Ray of Hope stopten 31 december 2024
Ray of Hope: "Adoptie van een kind blijft, onder de juiste omstandigheden, een van de mooiste en moedigste keuzes in een mensenleven".

## Visie
Interlandelijke Adoptie is een vorm van hulpverlening, waarbij een gezin dat in Vlaanderen woont een of meer buitenlandse kinderen opneemt. Het kind of kinderen krijgen dezelfde rechten en plichten als een biologisch kind. In de overeenkomst die tussen Ray of Hope en de kandidaat-adoptanten werd afgesloten, stonden de wederzijdse rechten en plichten alsook de financiële bijdragen. Hiertoe behoorde onder andere de begeleiding en de ondersteuning, evenals het nastreven van een redelijke periode waarbinnen de bemiddeling was georganiseerd.
Ray of Hope had een duidelijk afgebakend dienstverleningsaanbod. De dienst werkte samen met buitenlandse kanalen en evalueren buitenlandse kanalen. De dienst bemiddelde voor buitenlandse kinderen in het kader van het Vlaamse adoptiebeleid, om een kind in een goed voorbereid en geschikt gezin te plaatsen. Ze bereidde de kandidaat adoptanten voor op de adoptie van een buitenlands kind. Ray of hope verstrekte primaire nazorg met als doel de integratie van het kind en het gezin te stimuleren, vooral in de eerste periode na aankomst. 

## Missie
De organisatie richt zich op kinderen in het buitenland, die om sociale, culturele of economische redenen moeilijkheden ondervinden om op te groeien in een gezinsverband en waarvoor geen duurzame oplossing kan worden gevonden in het geboorteland. Ray of Hope stelt zich tot doel voorwaarden te scheppen om het voor deze kinderen mogelijk te maken op te groeien in een gezin. Het zal zich met alles wat in haar vermogen en bevoegdheid ligt, inzetten om dit te bereiken. De pluralistische dienst werkt ongeacht levensovertuiging, godsdienst of filosofische strekking van de kandidaat-adoptanten. Voorwaarde voor bemiddeling is dat vaststaat dat de ouders aan het kind het recht waarborgen op een goed leven en dat ze ten volle zullen instaan voor een volledige integratie binnen het gezin, met behoud van het "recht op verschil".
De adopties worden georganiseerd volgens een transparante en correcte procedure en tegen een transparante en verantwoorde kost. Ray of Hope onderzoekt met welke landen er een samenwerkingsverband mogelijk is. Alle kinderen uit de verschillende herkomstlanden moeten gelijke kansen krijgen om op te groeien in een gezin ongeacht hun sociale situatie, etniciteit, cultuur, fysieke of mentale gezondheidsproblemen.

## Landen
In 2019 werkte Ray of Hope samen met acht landen, om de adoptabiliteit van de kinderen waar te maken.
De Afrikaanse landen zijn Burkina Faso, Togo. Ray of Hope adopteert geen kinderen meer uit Ethiopië, geadopteerden die vragen hebben over hun dossier, rootsvragen en vragen of over het voorbereiden van een rootsreis mogen zich steeds richten tot de dienst. Van stellen die een kindje uit Marokko willen adopteren, moet er ten minste een zelf van Marokkaanse afkomst zijn.  
De Aziatische landen zijn Bhutan, China en Vietnam en India. De laatste adoptie uit Sri Lanka gebeurde in 2011. In Sri Lanka zijn voldoende binnenlandse adopties mogelijk. 
De dienst werkt ook samen met het land Haïti. In 2019 kreeg de dienst te horen door VCA (Vlaamse Centrale autoriteit voor adoptie) dat de adopties uit dat land opgeschort werden. Dit kwam door onrust in het land.

## Partners
Ray of hope heeft een Raad van bestuur die bestaat uit vrijwilligers. De Raad van bestuur telt zeven leden inclusief een voorzitster. De dienst werkt samen met FCA, beter gekend als Federaal Centrale Autoriteit voor adoptie en VCA, het Vlaamse Centrum voor adoptie, beter gekend als Kind en Gezin. Deze is gevestigd in Brussel. De kandidaat adoptanten en de geadopteerden zijn ook partners van de dienst.
De organisatie werkt samen met de teamarts Luc Janssen. Er is ook een samenwerking met een netwerk van specialist- kinderartsen en voornamelijk met dokter Boiy en Wojciechowski, kinderarts van UZA en het Tropisch Instituut. De is noodzakelijk voor de beoordeling van de medische rapporten van de kinderen met specifieke ondersteuningsbehoeften (special needs kinderen). Meester Christel Vergauwen is de teamjuriste. Zij geeft juridisch advies en staat in voor de praktische zaken, zoals legalisaties. 
De overheden, de centrale en lokale autoriteiten van de herkomstlanden zijn ook partners van Ray of Hope. De dienst werkt samen met weeshuizen in het herkomstlanden. De kandidaat adoptanten mogen de weeshuizen, de centrale en lokale autoriteiten van de herkomstlanden niet contacteren. Daarvoor heeft Ray of Hope per land een buitenlands contactpersoon. Door die contactpersoon heeft de dienst contact met het herkomstland en kan de dienst zo informatie krijgen over toekomstige adoptiekinderen. De biologische bloedverwant(en) van het kind(eren) zijn ook partner van Ray of Hope alsook de lokale organisaties en initiatieven.

## Einde
Ray of hope stopte haar activiteiten 31 december 2024